# Pål Johnsen
Pål "Magic" Johnsen, född den 17 mars 1976 i Hamar, är en norsk ishockeyspelare som för närvarande spelar för den norska GET-ligaen klubb Storhamar Dragons och har 48 officiella landskamper för Norge.
Johnsen debuterade i Storhamar 1992 och har spelat sammanlagt 17 säsonger för klubben. Fem gånger har han blivit norsk mästare, och fem gånger har han blivit seriemästare. 2000 vann han Gullpucken som årets bästa norska ishockeyspelare. Han har också spelat i Sverige i  Leksand i Elitserien (2000–2001) och Skellefteå i Allsvenskan (2001–2002). 
Efter 964 A-lagsmatcher i Storhamar avgick Johnsen som en aktiv spelare. Johnsen är för närvarande tränare i ungdomsavdelningen och arbetar hittills som rörmokare i Hamar.